# Daniel Rigby
Daniel Rigby, född 6 december 1982 i Cheadle Hulme i Greater Manchester, är en brittisk skådespelare och komiker. Han har medverkat i flera TV-serier och filmer, inklusive Black Mirror, där han spelade en av huvudrollerna i avsnittet "The Waldo Moment". Utöver sitt skådespeleri är Rigby en etablerad stand-up-komiker och har uppträtt på flera brittiska komediklubbar.

## Filmografi (i urval)

### Filmer
| År   | Titel                             | Roll    | Noter          |
| ---- | --------------------------------- | ------- | -------------- |
| 2006 | Flyboys                           | Ives    |                |
| 2021 | The Electrical Life of Louis Wain | Bendigo |                |
| 2025 | Snövit                            | Maple   |                |
| 2025 | Cold Storage                      | Anthony | Postproduktion |

### TV-serier
| År        | Titel                     | Roll               | Noter                           |
| --------- | ------------------------- | ------------------ | ------------------------------- |
| 2013      | Agatha Christies Marple   | Canon Prescott     | Avsnittet "A Caribbean Mystery" |
| 2013      | Black Mirror              | Jamie Salter/Waldo | Avsnittet "The Waldo Moment"    |
| 2013–2014 | Big School                | Mr. Luke Martin    | 9 avsnitt                       |
| 2014      | From There to Here        | Charlie            | 3 avsnitt                       |
| 2015–2018 | Teletubbies               | Berättarröst       | Barnprogram                     |
| 2016–2018 | Flowers                   | Donald             | 12 avsnitt                      |
| 2017–2018 | Sick Note                 | Konstapel Hayward  | 10 avsnitt                      |
| 2018      | Den långa flykten         | Dandelion          | 4 avsnitt                       |
| 2018      | Plebs                     | Nero               | Avsnittet "The Bathhouse"       |
| 2019      | Timewasters               | Martin             | Avsnittet "19:58"               |
| 2019      | Defending the Guilty      | Phillip            | Avsnitt #1.5                    |
| 2021      | Landscapers               | Tony Collier       | 4 avsnitt                       |
| 2022      | The Witchfinder           | Hebble             | 6 avsnitt                       |
| 2023      | Den charmerande Tom Jones | Partridge          | 3 avsnitt                       |
| 2024      | Renegade Nell             | Jack Trotter       | 2 avsnitt                       |
| 2025      | Jack Wrights testamente   | John Wright        | 6 avsnitt                       |
| 2027      | Harry Potter              | Morbror Vernon     | TV-serie                        |
| TBA       | Blade Runner 2099         | TBA                | I produktion                    |

### Scenframträdanden
| År         | Titel                  | Roll                       | Noter                                                             |
| ---------- | ---------------------- | -------------------------- | ----------------------------------------------------------------- |
| 2004       | Hamlet                 | Kung                       | Thelma Holt Productions                                           |
| 2005, 2018 | En midsommarnattsdröm  | Demetrius/Moonshine/Botten | Orchestra of the Age of Enlightenment Crucible Theatre, Sheffield |
| 2010       | Greven av Monte Cristo | Edmond Dantès              | West Yorkshire Playhouse, Leeds                                   |
| 2017       | Trettondagsafton       | Andreas Blek av Nosen      | Royal National Theatre (Olivier Theatre)                          |